# Earl Warren
Earl Warren (Los Angeles, Californië, 19 maart 1891 – Washington D.C., 9 juli 1974) was een Amerikaans openbaar aanklager in Californië, later de 30e gouverneur van Californië en de 14e opperrechter van het Amerikaanse Hooggerechtshof. Onder zijn bewind (1953-1969) stonden zaken als de legaliteit van segregatie, burgerrechten, scheiding van kerk en staat en de zogenaamde cautie centraal. Hij wordt algemeen beschouwd als een van de meest invloedrijke rechters van het Hooggerechtshof en politieke leiders in de geschiedenis van de Verenigde Staten.

## Biografie
Warren werd geboren in een immigrantengezin (zijn vader kwam uit Noorwegen en zijn moeder uit Zweden). Zijn vader werkte bij een Amerikaans spoorwegbedrijf. Hij studeerde aan de Universiteit van Californië en aan Boalt Hall School of Law rechten. Na zijn studie werkte Warren vijf jaar lang bij advocatenkantoren in de regio San Francisco. In 1920 werd hij benoemd als ambtenaar bij het County van San Francisco en in 1925 ten slotte werd hij openbaar aanklager in Alameda County in de staat Californië. Hij werd drie maal herkozen als openbaar aanklager. In deze tijd stond hij bekend als een aanhanger van de harde lijn.
In 1939 werd Warren de procureur-generaal van de deelstaat Californië. In 1942 werd hij gekozen tot gouverneur van die staat door mee te doen aan het, op dat moment populaire anti-Japan-sentiment in Amerika, waarbij Japanse Amerikaanse burgers onberecht werden opgesloten als onderdeel van de Internering van Japanse Amerikanen. Ook als gouverneur werd hij drie maal herkozen.
Samen met Thomas Dewey nam hij deel aan de presidentsverkiezingen in 1948. Als Dewey gekozen werd, zou hij de vicepresident zijn geworden van de Verenigde Staten. Het team verloor nipt van Harry Truman en Alben Barkley.
Magistraat
In 1953 werd Warren door president Eisenhower tot opperrechter van het Hooggerechtshof benoemd. Tijdens deze periode bleek hij liberaler dan algemeen werd aangenomen. Zo kwamen onder zijn leiding uitspraken tot stand waarin de segregatie van openbare scholen werd verboden en konden Mexicanen die in Amerika woonden deelnemen aan juryrechtspraak. De belangrijkste was echter de zogenaamde Miranda-waarschuwing, waarin werd geëist dat voordat zij mochten worden verhoord, de rechten van verdachten werden voorgelezen, waaronder ook hun recht op een advocaat.
Voorzitter van commissie
Door president Lyndon Johnson werd hij benoemd tot voorzitter van de Commissie-Warren. De commissie oordeelde dat de moord op president John F. Kennedy op 22 november 1963 de daad was van één individu, Lee Harvey Oswald, die alleen had gehandeld. De bevindingen van de commissie zijn op zijn minst controversieel te noemen.
Later leven
Warren nam in 1969 afscheid van het Hooggerechtshof. In de zuidelijke staten van de Verenigde Staten was men hier niet rouwig om, vooral achtergestelde blanken (of Rednecks) vonden dit wel goed. In de jaren 60 van de 20e eeuw deed hier de uitspraak Impeach Earl Warren ("Zet Earl Warren af!!") het goed.

#### Privé
Warren was getrouwd met Nina Palmquist Meyers, een immigrante uit Zweden.

## Citaten
- "Legislators represent people, not trees or acres. Legislators are elected by voters, not farms or cities or economic interests." Uit de uitspraak in de zaak Reynolds v. Sims, over benoemingen door de senaten van de deelstaten.
- "It would indeed be ironic if, in the name of national defense, we would sanction the subversion of one of those liberties which make the defense of our nation worthwhile." In United States v. Robel, 389 U.S. 258, 264 (1967).